# Павшозеро (озеро, Вытегорский район, западное)
Павшозеро — пресноводное озеро на территории Оштинского сельского поселения Вытегорского района Вологодской области.

## Физико-географическая характеристика
Площадь озера — 1,6 км². Располагается на высоте 201,6 метров над уровнем моря.
Форма озера продолговатая: оно почти на три километра вытянуто с северо-запада на юго-восток. Берега каменисто-песчаные, преимущественно возвышенные.
Из северо-западной оконечности озера вытекает река Водлица, впадающая в озеро Водлицкое, из которого берёт начало река Нормекса, впадающая в озеро Мегорское.
Острова на озере отсутствуют.
Вдоль юго-западного берега озера проходит лесная дорога.
Населённые пункты вблизи водоёма отсутствуют.
Код объекта в государственном водном реестре — 01040100611102000020230.